# Odon II (hrabia Blois)
Odon II lub Eudes le Champenois (ur. ok. 990, zm. 15 listopada 1037 pod Bar-le-Duc) – hrabia Blois, Chartres, Châteaudun, Provins, Reims i Tours od 1004 r., oraz hrabia Troyes i Meaux od 1022 r., młodszy syn hrabiego Odona I i Berty, córki Konrada Pokojowego, króla Burgundii.
Panowanie Odona charakteryzowało się ciągłymi wojnami z sąsiadami, których terytoria chciał zająć Odon, oraz z królami Francji, którzy byli suwerenami hrabiego. Wojowniczy hrabia organizował nawet wyprawy, które miały mu przynieść koronę Italii lub Burgundii.
Jego pierwszą żoną była Matylda, córka Ryszarda I Normandzkiego i Gunnory. Po jej śmierci w 1006 r. Odon rozpoczął spór ze szwagrem Ryszardem II Dobrym o posag Matyldy, który stanowiła część miasta Dreux. Spór rozstrzygnął w 1007 r. ojczym Odona (drugi mąż jego matki Berty) Robert II Pobożny, król Francji, który przyznał Dreux Odonowi.
Hrabia dążył również do podporządkowania sobie Turenii. Tu jednak napotkał opór ze strony hrabiego Andegawenii Fulka III, który również chciał rozciągnąć swoją władzę nad te tereny. Do decydującej bitwy doszło 6 lipca 1016 r. pod Pontlevoy. Odon oblegał wówczas zamek Montrichard i został zaskoczony nagłym pojawieniem się Fulka. Zdołał jednak stawić siłom Andegawena skuteczny spór i jego wojska zyskały przewagę w bitwie. Losy starcia rozstrzygnął jednak atak Herberta z Maine na zachodnią flankę wojsk Odona. Hrabia uciekł z pola bitwy, a jego wojska zostały rozbite. Bitwa ta ustaliła równowagę sił w dolinie Loary na długie lata. Nie zmieniła tego nieudana próba Odona zdobycia zamku Saumur w 1025 r.
W 1022 r. zmarł kuzyn Odona, Stefan I z Szampanii. Odon wykorzystał tę sytuację i opanował Troyes. Następnie zaatakował Eblesa, arcybiskupa Reims, i księcia Teodoryka Lotaryńskiego. Wówczas król Francji i cesarz Henryk II Święty zawarli sojusz i wspólnymi siłami pokonali Odona. Hrabia musiał oddać arcybiskupowi Eblesowi hrabstwo Reims.
Baronowie lombardzcy zaoferowali Odonowi koronę królestwa Italii, ale hrabia odmówił nie chcąc pogarszać swoich stosunków z królem Francji. W 1032 r., po śmierci Rudolfa III, zaatakował królestwo Burgundii. Ponownie zawiązała się przeciwko niemu koalicja francusko-cesarska i ponownie Odon musiał zrezygnować ze swoich ambicji.
Hrabia zginął w 1037 r. podczas potyczki pod Bar-le-Duc podczas kolejnego najazdu na Lotaryngię.
Ze swoją pierwszą żoną, Matyldą, nie doczekał się potomstwa. Jego drugą żoną była Ermengarda, córka Roberta I, hrabiego Owernii, i Ermengardy, córki Wilhelma I, hrabiego Prowansji. Odon i Ermengarda mieli razem dwóch synów i dwie córki:
- Tybald III (1012 – 29 września 1089), hrabia Blois
- Stefan II (zm. 1047), hrabia Troyes i Meaux
- Berta, żona Alana III, księcia Bretanii, i Hugona IV, hrabiego Maine, miała dzieci
- Almodis, żona Godfryda II de Preuilly.